# Тирено—Адријатико 2025.
Тирено—Адријатико 2025. било је 60 издање етапне бициклистичке трке Тирено—Адријатика, која је одржана у периоду од 10. до 16. марта у Италији, као шеста трка у оквиру UCI ворлд тура 2025. Вожено је седам етапа, укупна дужина је износила 1.147.5 km, старт је био у Камајореу, док је последња етапа вожена до Сан Бенедето дел Тронта. Вожен је хронометар, двије равне етапе, двије средње и двије брдске. Највећи фаворити су били Хуан Ајусо, Адам Јејтс, Ричард Карапаз и Сајмон Јејтс, док су међу осталим фаворитима били Ђулио Чиконе, Џај Хиндли, Микел Ланда, Давид Году, Пељо Билбао и Сијен Ојтебрукс.
Филипо Гана је био лидер до шесте етапе, када је мајицу преузео Ајусо и освојио је трку 35 секунди испред Гане, док је на трећем мјесту завршио Тибери, секунду иза Гане. Класификацију по поенима је освојио Џонатан Милан, испред Тома Пидкока, брдску класификацију је освојио Мануеле Тароци, класификацију за најбољег младог возача је освојио Ајусо, док је тимску класификацију освојио УАЕ тим Емирејтс. Џонатан Милан је остварио двије етапне побједе.

## Тимови
На трци су учествовала 24 тима, са по седам возача. Свих 18 ворлд тур тимова имало је аутоматску позивницу и били су обавезни да учествују пошто је трка била у ворлд туру прије 2017. године, док су два најбоља про тур тима за претходну сезону такође имали аутоматску позивницу за све ворлд тур трке, али нису били обавезни да учествују. Лото и Израел—премијер тех су били најбоља про тур тимови на крају сезоне 2024. али је Лото одлучио да прескочи трку како би сакупљали бодове на мањим тркама за повратак у ворлд тур, док су специјалне позивнице добили Ку 36.5 про сајклинг, Полти визит Малта, Тудор про сајклинг, ВФ груп—Бардијани—ЦСФ фаизане и Уно—Х мобилити.
UCI ворлд тур тимови:
| - Алпесин—декунинк - Аркеа—бб хотелс - Бахреин—викторијус - Визма—лејз а бајк - Групама—ФДЈ - Декатлон АГ2Р ла мондијал - ЕФ едукејшон—изипост - Инеос гренадирс - Интермарше—ванти | - Кофидис - Лидл—трек - Мовистар - Пикник постнл - Ред бул—Бора–ханзго - Судал—Квик-степ - УАЕ тим емирејтс ХРГ - ХДС Астана - Џејко—алула |

UCI про тур тимови:
| - ВФ груп—Бардијани—ЦСФ фаизане - Израел—премијер тех - Ку 36.5 про сајклинг | - Полти визит Малта - Тудор про сајклинг - Уно—Х мобилити |

## Новчане награде
Укупан новчани фонд на трци износио је 145.000 евра. Побједник је добио 16.000, другопласирани 8.000, трећепласирани 4.000, четвртопласирани 2.000, а награде је добијало првих 20 возача, с тим да су возачи од 10. до 20. мјеста добијали по 400 евра. У брдској, класификацији по поенима и класификацији за најбољег младог возача награде је добијало пет првопласираних возача на крају трке, побједници су добијали по 4.000, другопласирани по 2.000, трећепласирани 1.000, четвртопласирани по 700, а петопласирани 300. Побједник тимске класификације добио је 6.000 евра, другопласирани 3.000, а трећепласирани 2.000.
Побједник сваке појединачне етапе добијао је по 4.000, другопласирани 2.000, трећепласирани 1.000, а награде је добијало првих 20 возача, с тим да су возачи од 10. до 20. мјеста добијали по 100 евра.
| Позиција | Етапе      | Класификације     | Класификације            | Класификације        | Класификације                           | Класификације |
| Позиција | Етапе      | Генерални пласман | Класификација по поенима | Брдска класификација | Класификација за најбољег младог возача |               |
| Позиција | Етапе      | Генерални пласман | Класификација по поенима | Брдска класификација | Најбољи млади возач                     | Тимови        |
| -------- | ---------- | ----------------- | ------------------------ | -------------------- | --------------------------------------- | ------------- |
| 1.       | 4.000 евра | 16.000 евра       | 4.000 евра               | 4.000 евра           | 4.000 евра                              | 6.000 евра    |
| 2.       | 2.000 евра | 8.000 евра        | 2.000 евра               | 2.000 евра           | 2.000 евра                              | 3.000 евра    |
| 3.       | 1.000 евра | 4.000 евра        | 1.000 евра               | 1.000 евра           | 1.000 евра                              | 2.000 евра    |
| 4.       | 500 евра   | 2.000 евра        | 700 евра                 | 700 евра             | 700 евра                                | —             |
| 5.       | 400 евра   | 1.600 евра        | 300 евра                 | 300 евра             | 300 евра                                | —             |
| 6.       | 300 евра   | 1.200 евра        | —                        | —                    | —                                       | —             |
| 7.       | 300 евра   | 1.200 евра        | —                        | —                    | —                                       | —             |
| 8.       | 200 евра   | 800 евра          | —                        | —                    | —                                       | —             |
| 9.       | 200 евра   | 800 евра          | —                        | —                    | —                                       | —             |
| 10.      | 100 евра   | 400 евра          | —                        | —                    | —                                       | —             |
| 11.      | 100 евра   | 400 евра          | —                        | —                    | —                                       | —             |
| 12.      | 100 евра   | 400 евра          | —                        | —                    | —                                       | —             |
| 13.      | 100 евра   | 400 евра          | —                        | —                    | —                                       | —             |
| 14.      | 100 евра   | 400 евра          | —                        | —                    | —                                       | —             |
| 15.      | 100 евра   | 400 евра          | —                        | —                    | —                                       | —             |
| 16.      | 100 евра   | 400 евра          | —                        | —                    | —                                       | —             |
| 17.      | 100 евра   | 400 евра          | —                        | —                    | —                                       | —             |
| 18.      | 100 евра   | 400 евра          | —                        | —                    | —                                       | —             |
| 19.      | 100 евра   | 400 евра          | —                        | —                    | —                                       | —             |
| 20.      | 100 евра   | 400 евра          | —                        | —                    | —                                       | —             |

## Рута и етапе
| Етапа  | Датум    | Рута                                           | Дистанца | Тип     | Тип                     | Побједник              | Реф.   |
| ------ | -------- | ---------------------------------------------- | -------- | ------- | ----------------------- | ---------------------- | ------ |
| 1.     | 10. март | Лидо ди Камајоре — Лидо ди Камајоре            | 11.5     |         | Индивидуални хронометар | Филипо Гана (ИТА)      | [ 19 ] |
| 2.     | 11. март | Камајоре — Фолоника                            | 192      |         | Брдска етапа            | Џонатан Милан (ИТА)    | [ 20 ] |
| 3.     | 12. март | Фолоника — Колфјорито                          | 239      |         | Средња планинска етапа  | Андреа Вендраме (ИТА)  | [ 21 ] |
| 4.     | 13. март | Норча — Тразако                                | 190      |         | Средња планинска етапа  | Олав Кој (ХОЛ)         | [ 22 ] |
| 5.     | 14. март | Асколи Пичено — Пергола                        | 205      |         | Планинска етапа         | Фредрик Дверсенс (НОР) | [ 23 ] |
| 6.     | 15. март | Карточето — Фронтињано                         | 163      |         | Планинска етапа         | Хуан Ајусо (ШПА)       | [ 24 ] |
| 7.     | 16. март | Порто Потенца Пичена — Сан Бенедето дел Тронто | 147      |         | Равна етапа             | Џонатан Милан (ИТА)    | [ 25 ] |
| Укупно | Укупно   | Укупно                                         | 1,147.5  | 1,147.5 | 1,147.5                 | 1,147.5                |        |

## Етапе

### 1. етапа
10. март 2025. — Лидо ди Камајоре — Лидо ди Камајоре, 11,5 km
| Позиција | Возач                       | Тим                  | Вријеме |
| -------- | --------------------------- | -------------------- | ------- |
| 1.       | Филипо Гана (ИТА)           | Инеос гренадирс      | 12' 17" |
| 2.       | Хуан Ајусо (ШПА)            | УАЕ тим емирејтс ХРГ | + 23"   |
| 3.       | Јохан Прајс Пјетерсен (ДАН) | Алпесин—декунинк     | + 28"   |
| 4.       | Антонио Тибери (ИТА)        | Бахреин—викторијус   | + 29"   |
| 5.       | Џонатан Милан (ИТА)         | Лидл—трек            | + 31"   |
| 6.       | Дерек Џи (КАН)              | Израел—премијер тех  | + 34"   |
| 7.       | Матија Катанео (ИТА)        | Судал—Квик-степ      | + 36"   |
| 8.       | Серен Вареншолд (НОР)       | Уно—Х мобилити       | + 37"   |
| 9.       | Исак дел Торо (МЕК)         | УАЕ тим емирејтс ХРГ | + 38"   |
| 10.      | Кевин Волелен (ФРА)         | Аркеа—бб хотелс      | + 41"   |

| Позиција | Возач                       | Тим                  | Вријеме |
| -------- | --------------------------- | -------------------- | ------- |
| 1.       | Филипо Гана (ИТА)           | Инеос гренадирс      | 12' 17" |
| 2.       | Хуан Ајусо (ШПА)            | УАЕ тим емирејтс ХРГ | + 23"   |
| 3.       | Јохан Прајс Пјетерсен (ДАН) | Алпесин—декунинк     | + 28"   |
| 4.       | Антонио Тибери (ИТА)        | Бахреин—викторијус   | + 29"   |
| 5.       | Џонатан Милан (ИТА)         | Лидл—трек            | + 31"   |
| 6.       | Дерек Џи (КАН)              | Израел—премијер тех  | + 34"   |
| 7.       | Матија Катанео (ИТА)        | Судал—Квик-степ      | + 36"   |
| 8.       | Серен Вареншолд (НОР)       | Уно—Х мобилити       | + 37"   |
| 9.       | Исак дел Торо (МЕК)         | УАЕ тим емирејтс ХРГ | + 38"   |
| 10.      | Кевин Волелен (ФРА)         | Аркеа—бб хотелс      | + 41"   |

### 2. етапа
11. март 2025. — Камајоре — Фолоника, 192 km
| Позиција | Возач                  | Тим                           | Вријеме    |
| -------- | ---------------------- | ----------------------------- | ---------- |
| 1.       | Џонатан Милан (ИТА)    | Лидл—трек                     | 4ч 45' 13" |
| 2.       | Мајкел Зајлард (ХОЛ)   | Тудор про сајклинг            | + 0"       |
| 3.       | Пол Пенет (ФРА)        | Групама—ФДЈ                   | + 0"       |
| 4.       | Олав Кој (ХОЛ)         | Визма—лејз а бајк             | + 0"       |
| 5.       | Симоне Консони (ИТА)   | Лидл—трек                     | + 0"       |
| 6.       | Сем Бенет (ИРС)        | Декатлон АГ2Р ла мондијал     | + 0"       |
| 7.       | Џек Стјуарт (УК)       | Израел—премијер тех           | + 0"       |
| 8.       | Тим ван Дајке (ХОЛ)    | Ред бул—Бора–ханзго           | + 0"       |
| 9.       | Брајан Кокар (ФРА)     | Кофидис                       | + 0"       |
| 10.      | Енрико Цанончело (ИТА) | ВФ груп—Бардијани—ЦСФ фаизане | + 0"       |

| Позиција | Возач                       | Тим                  | Вријеме    |
| -------- | --------------------------- | -------------------- | ---------- |
| 1.       | Филипо Гана (ИТА)           | Инеос гренадирс      | 4ч 57' 30" |
| 2.       | Џонатан Милан (ИТА)         | Лидл—трек            | + 19"      |
| 3.       | Хуан Ајусо (ШПА)            | УАЕ тим емирејтс ХРГ | + 22"      |
| 4.       | Јохан Прајс Пјетерсен (ДАН) | Алпесин—декунинк     | + 28"      |
| 5.       | Антонио Тибери (ИТА)        | Бахреин—викторијус   | + 29"      |
| 6.       | Дерек Џи (КАН)              | Израел—премијер тех  | + 34"      |
| 7.       | Матија Катанео (ИТА)        | Судал—Квик-степ      | + 36"      |
| 8.       | Серен Вареншолд (НОР)       | Уно—Х мобилити       | + 37"      |
| 9.       | Исак дел Торо (МЕК)         | УАЕ тим емирејтс ХРГ | + 38"      |
| 10.      | Мајкел Зајлард (ХОЛ)        | Тудор про сајклинг   | + 40"      |

### 3. етапа
12. март 2025. — Фолоника — Колфјорито, 239 km
| Позиција | Возач                   | Тим                           | Вријеме    |
| -------- | ----------------------- | ----------------------------- | ---------- |
| 1.       | Андреа Вендраме (ИТА)   | Декатлон АГ2Р ла мондијал     | 6ч 28' 25" |
| 2.       | Том Пидкок (УК)         | Ку 36.5 про сајклинг          | + 0"       |
| 3.       | Ромен Грегоар (ФРА)     | Групама—ФДЈ                   | + 0"       |
| 4.       | Рик Плојмерс (ХОЛ)      | Тудор про сајклинг            | + 0"       |
| 5.       | Рохер Адрија (ШПА)      | Ред бул—Бора–ханзго           | + 0"       |
| 6.       | Симоне Веласко (ИТА)    | ХДС Астана                    | + 0"       |
| 7.       | Филипо Фјорели (ИТА)    | ВФ груп—Бардијани—ЦСФ фаизане | + 0"       |
| 8.       | Алекс Аранбуру (ШПА)    | Кофидис                       | + 0"       |
| 9.       | Самуеле Батистела (ИТА) | ЕФ едукејшон—изипост          | + 0"       |
| 10.      | Филипо Гана (ИТА)       | Инеос гренадирс               | 0"         |

| Позиција | Возач                 | Тим                  | Вријеме     |
| -------- | --------------------- | -------------------- | ----------- |
| 1.       | Филипо Гана (ИТА)     | Инеос гренадирс      | 11h 25' 55" |
| 2.       | Хуан Ајусо (ШПА)      | УАЕ тим емирејтс ХРГ | + 22"       |
| 3.       | Антонио Тибери (ИТА)  | Бахреин—викторијус   | + 29"       |
| 4.       | Дерек Џи (КАН)        | Израел—премијер тех  | + 34"       |
| 5.       | Матија Катанео (ИТА)  | Судал—Квик-степ      | + 36"       |
| 6.       | Кевин Волелен (ФРА)   | Аркеа—бб хотелс      | + 41"       |
| 7.       | Еди Данбар (ИРС)      | Џејко—алула          | + 44"       |
| 8.       | Лауренс де Плус (БЕЛ) | Инеос гренадирс      | + 45"       |
| 9.       | Бен Хили (ИРС)        | ЕФ едукејшон—изипост | + 48"       |
| 10.      | Ромен Грегоар (ФРА)   | Групама—ФДЈ          | + 48"       |

### 4. етапа
13. март 2025. — Норча — Тразако, 190 km
| Позиција | Возач                   | Тим                           | Вријеме    |
| -------- | ----------------------- | ----------------------------- | ---------- |
| 1.       | Олав Кој (ХОЛ)          | Визма—лејз а бајк             | 4ч 48' 05" |
| 2.       | Рик Плојмерс (ХОЛ)      | Тудор про сајклинг            | + 0"       |
| 3.       | Метју ван дер Пул (ХОЛ) | Алпесин—декунинк              | + 0"       |
| 4.       | Пол Мањије (ФРА)        | Судал—Квик-степ               | + 0"       |
| 5.       | Мирко Маестри (ИТА)     | Полти визит Малта             | + 0"       |
| 6.       | Андреа Вендраме (ИТА)   | Декатлон АГ2Р ла мондијал     | + 0"       |
| 7.       | Филипо Гана (ИТА)       | Инеос гренадирс               | 0"         |
| 8.       | Том Пидкок (УК)         | Ку 36.5 про сајклинг          | + 0"       |
| 9.       | Ђовани Лонарди (ИТА)    | Полти визит Малта             | + 0"       |
| 10.      | Филипо Фјорели (ИТА)    | ВФ груп—Бардијани—ЦСФ фаизане | + 0"       |

| Позиција | Возач                 | Тим                  | Вријеме     |
| -------- | --------------------- | -------------------- | ----------- |
| 1.       | Филипо Гана (ИТА)     | Инеос гренадирс      | 16ч 14' 00" |
| 2.       | Хуан Ајусо (ШПА)      | УАЕ тим емирејтс ХРГ | + 22"       |
| 3.       | Антонио Тибери (ИТА)  | Бахреин—викторијус   | + 29"       |
| 4.       | Дерек Џи (КАН)        | Израел—премијер тех  | + 34"       |
| 5.       | Матија Катанео (ИТА)  | Судал—Квик-степ      | + 36"       |
| 6.       | Кевин Волелен (ФРА)   | Аркеа—бб хотелс      | + 41"       |
| 7.       | Еди Данбар (ИРС)      | Џејко—алула          | + 44"       |
| 8.       | Лауренс де Плус (БЕЛ) | Инеос гренадирс      | + 45"       |
| 9.       | Бен Хили (ИРС)        | ЕФ едукејшон—изипост | + 48"       |
| 10.      | Ромен Грегоар (ФРА)   | Групама—ФДЈ          | + 48"       |

### 5. етапа
14. март 2025. — Асколи Пичено — Пергола, 205 km
| Позиција | Возач                          | Тим                  | Вријеме    |
| -------- | ------------------------------ | -------------------- | ---------- |
| 1.       | Фредрик Дверсенс (НОР)         | Уно—Х мобилити       | 5ч 04' 56" |
| 2.       | Метју ван дер Пул (ХОЛ)        | Алпесин—декунинк     | + 7"       |
| 3.       | Рохер Адрија (ШПА)             | Ред бул—Бора–ханзго  | + 7"       |
| 4.       | Ђулио Чиконе (ИТА)             | Лидл—трек            | + 7"       |
| 5.       | Алекс Аранбуру (ШПА)           | Кофидис              | + 7"       |
| 6.       | Том Пидкок (УК)                | Ку 36.5 про сајклинг | + 7"       |
| 7.       | Ромен Грегоар (ФРА)            | Групама—ФДЈ          | + 7"       |
| 8.       | Тобијас Халанд Јоханесен (НОР) | Уно—Х мобилити       | + 7"       |
| 9.       | Пељо Билбао (ШПА)              | Бахреин—викторијус   | + 7"       |
| 10.      | Симоне Веласко (ИТА)           | ХДС Астана           | + 7"       |

| Позиција | Возач                  | Тим                  | Вријеме     |
| -------- | ---------------------- | -------------------- | ----------- |
| 1.       | Филипо Гана (ИТА)      | Инеос гренадирс      | 16ч 14' 00" |
| 2.       | Хуан Ајусо (ШПА)       | УАЕ тим емирејтс ХРГ | + 22"       |
| 3.       | Антонио Тибери (ИТА)   | Бахреин—викторијус   | + 29"       |
| 4.       | Дерек Џи (КАН)         | Израел—премијер тех  | + 34"       |
| 5.       | Матија Катанео (ИТА)   | Судал—Квик-степ      | + 36"       |
| 6.       | Кевин Волелен (ФРА)    | Аркеа—бб хотелс      | + 41"       |
| 7.       | Лауренс де Плус (БЕЛ)  | Инеос гренадирс      | + 44"       |
| 8.       | Ромен Грегоар (ФРА)    | Групама—ФДЈ          | + 48        |
| 9.       | Давид де ла Круз (ШПА) | ХДС Астана           | + 54"       |
| 10.      | Пељо Билбао (ШПА)      | Бахреин—викторијус   | + 54"       |

### 6. етапа
15. март 2025. — Карточето — Фронтињано, 163 km
| Позиција | Возач                          | Тим                  | Вријеме    |
| -------- | ------------------------------ | -------------------- | ---------- |
| 1.       | Хуан Ајусо (ШПА)               | УАЕ тим емирејтс ХРГ | 4ч 14' 02" |
| 2.       | Том Пидкок (УК)                | Ку 36.5 про сајклинг | + 13"      |
| 3.       | Џај Хиндли (АУС)               | Ред бул—Бора–ханзго  | + 13"      |
| 4.       | Микел Ланда (ШПА)              | Судал—Квик-степ      | + 15"      |
| 5.       | Антонио Тибери (ИТА)           | Бахреин—викторијус   | + 20"      |
| 6.       | Дерек Џи (КАН)                 | Израел—премијер тех  | + 20"      |
| 7.       | Исак дел Торо (МЕК)            | УАЕ тим емирејтс ХРГ | + 36"      |
| 8.       | Бен Хили (ИРС)                 | ЕФ едукејшон—изипост | + 42"      |
| 9.       | Тобијас Халанд Јоханесен (НОР) | Уно—Х мобилити       | + 45"      |
| 10.      | Лоренцо Фортунато (ИТА)        | ХДС Астана           | + 50"      |

| Позиција | Возач                  | Тим                  | Вријеме     |
| -------- | ---------------------- | -------------------- | ----------- |
| 1.       | Хуан Ајусо (ШПА)       | УАЕ тим емирејтс ХРГ | 25ч 33' 17" |
| 2.       | Антонио Тибери (ИТА)   | Бахреин—викторијус   | + 37"       |
| 3.       | Филипо Гана (ИТА)      | Инеос гренадирс      | + 38"       |
| 4.       | Дерек Џи (КАН)         | Израел—премијер тех  | + 42"       |
| 5.       | Џај Хиндли (АУС)       | Ред бул—Бора–ханзго  | + 53"       |
| 6.       | Том Пидкок (УК)        | Ку 36.5 про сајклинг | + 56"       |
| 7.       | Микел Ланда (ШПА)      | Судал—Квик-степ      | + 1' 05"    |
| 8.       | Давид де ла Круз (ШПА) | ХДС Астана           | + 1' 32"    |
| 9.       | Пељо Билбао (ШПА)      | Бахреин—викторијус   | + 1' 32"    |
| 10.      | Матија Катанео (ИТА)   | Судал—Квик-степ      | + 1' 38"    |

### 7. етапа
16. март 2025. — Порто Потенца Пичена — Сан Бенедето дел Тронто, 147 km
| Позиција | Возач                   | Тим                       | Вријеме    |
| -------- | ----------------------- | ------------------------- | ---------- |
| 1.       | Џонатан Милан (ИТА)     | Лидл—трек                 | 3ч 08' 07" |
| 2.       | Сем Бенет (ИРС)         | Декатлон АГ2Р ла мондијал | + 0"       |
| 3.       | Олав Кој (ХОЛ)          | Визма—лејз а бајк         | + 0"       |
| 4.       | Џек Стјуарт (УК)        | Израел—премијер тех       | + 0"       |
| 5.       | Пол Пенет (ФРА)         | Групама—ФДЈ               | + 0"       |
| 6.       | Ђовани Лонарди (ИТА)    | Полти визит Малта         | + 0"       |
| 7.       | Мајкел Зајлард (ХОЛ)    | Тудор про сајклинг        | + 0"       |
| 8.       | Натнаел Тесфацион (ЕРИ) | Мовистар                  | + 0"       |
| 9.       | Каспер ван Уден (ХОЛ)   | Пикник постнл             | + 0"       |
| 10.      | Клемент Вентурини (ФРА) | Аркеа—бб хотелс           | + 0"       |

| Позиција | Возач                  | Тим                  | Вријеме     |
| -------- | ---------------------- | -------------------- | ----------- |
| 1.       | Хуан Ајусо (ШПА)       | УАЕ тим емирејтс ХРГ | 28ч 41' 24" |
| 2.       | Филипо Гана (ИТА)      | Инеос гренадирс      | + 35"       |
| 3.       | Антонио Тибери (ИТА)   | Бахреин—викторијус   | + 36"       |
| 4.       | Дерек Џи (КАН)         | Израел—премијер тех  | + 42"       |
| 5.       | Џај Хиндли (АУС)       | Ред бул—Бора–ханзго  | + 53"       |
| 6.       | Том Пидкок (УК)        | Ку 36.5 про сајклинг | + 56"       |
| 7.       | Микел Ланда (ШПА)      | Судал—Квик-степ      | + 1' 05"    |
| 8.       | Давид де ла Круз (ШПА) | ХДС Астана           | + 1' 32"    |
| 9.       | Пељо Билбао (ШПА)      | Бахреин—викторијус   | + 1' 32"    |
| 10.      | Матија Катанео (ИТА)   | Судал—Квик-степ      | + 1' 38"    |

## Класификације
На Тирено—Адријатику су се додјељивале четири различите мајице за четири класификације, а поред њих је постојала и тимска класификација.
- Прва и најважнија класификација био је генерални пласман, јер је побједник генералног пласмана такође и побједник трке.[42] Пласман се рачунао тако што су се на времена возача остварена на првој етапи, додавала времена остварена на свакој наредној.[43] Три првопласирана возача на свакој етапи осим екипног хронометра добијали су временску бонификацију од 10, 6 и 4 секунде, а у току трке, на означеним пролазним циљевима, додјељивале су се такође секунде бонификације, за прву тројицу возача, од 3, 2 и 1 секунде.[44] Возач са најмањим укупним временом у току трку носио је плаву мајицу и сматра се побједником на крају трке.[45]

- Једна од другостепених класификација била је класификација по поенима. На свакој етапи поене је добијало првих десет возача, а број поена који се додјељивао је био исти без обзира на тип етапе.[46] Побједник је добијао 12 поена, другопласирани 10, трећепласирани 8, док су возачи од четвртог до десетог мјеста добијали 7, 6, 5, 4, 3, 2 и 1 поен.[46] На пролазним циљевима, поене су добијала четири првопласирана возача, 5, 3, 2 и 1 поен.[46] Лидер класификације носио је љубичасту мајицу, а у случају да су возачи били изједначени, гледао се број етапних побједа, а затим број побједа на пролазним циљевима, док се као последња опција гледала позиција возача у генералном пласману на крају трке.[46]

- Једна од другостепених класификација била је и брдска класификација, за коју су се поени додјељивали првим возачима који пређу преко означених успона, који су били категоризовани у двије категорија.[46] На успонима супериорне категорије поене је добијало седам првопласираних возача, 15, 10, 7, 5, 3, 2 и 1, а на успонима обичне категорије поене су добијала четири првопласирана возача, 5, 3, 2 и 1.[46] Лидер у току трке је носио зелену мајицу, а побједник класификације је био возач са највише поена на крају трке.[46] У случају да су возачи били изједначени прво се гледао број првих мјеста на успонима супериорне категорије, затим на успонима обичне категорије, а ако су били изједначени по свему, гледала се позиција у генералном пласману.[46]

- Четврта мајица која се додјељивала је за најбољег младог возача. У класификацији су се такмичили само возачи млађи од 25 година, а лидер се одлучивао према оствареном времену, исто као и за генерални пласман.[46] Пласман се рачунао тако што су се на времена возача остварена на првој етапи, додавала времена остварена на свакој наредној.[46] Три првопласирана возача на свакој етапи добијали су временску бонификацију од 10, 6 и 4 секунде, а у току трке, на пролазним циљевима су се добијале такође секунде бонификације, за прву тројицу возача, од 3, 2 и 1 секунде.[47] Возач са најмањим укупним временом у току трку носио је бијелу мајицу и сматра се побједником класификације на крају трке.[46]

- Последња класификација је била тимска класификација, која се рачунала тако што су се на крају сваке етапе сабирала времена прве тројице возача из сваког тима, а водећи тим био је тим са најмањим укупним временом.[46] У случају да су тимови били изједначени, рачунао се број првих мјеста у тимској класификацији по етапама, а затим број других, трећих и четвртих мјеста, док се као последња опција гледала позиција возача у генералном пласману.[46] Сваки тим који би на трци остао са мање од три возача био је дисквалификован из класификације.[46]

| Етапа | Побједник        | Генерални пласман · | Класификација по поенима · | Брдска класификација · | Најбољи млади возач · | Тимска класификација |
| ----- | ---------------- | ------------------- | -------------------------- | ---------------------- | --------------------- | -------------------- |
| 1.    | Филипо Гана      | Филипо Гана         | Филипо Гана                | Није додијељена        | Хуан Ајусо            | Инеос гренадирс      |
| 2.    | Џонатан Милан    | Филипо Гана         | Џонатан Милан              | Давиде Баис            | Џонатан Милан         | Инеос гренадирс      |
| 3.    | Андреа Вендраме  | Филипо Гана         | Џонатан Милан              | Мануеле Тароци         | Хуан Ајусо            | УАЕ тим емирејтс ХРГ |
| 4.    | Олав Кој         | Филипо Гана         | Џонатан Милан              | Мануеле Тароци         | Хуан Ајусо            | УАЕ тим емирејтс ХРГ |
| 5.    | Фредрик Дверсенс | Филипо Гана         | Џонатан Милан              | Мануеле Тароци         | Хуан Ајусо            | УАЕ тим емирејтс ХРГ |
| 6.    | Хуан Ајусо       | Хуан Ајусо          | Том Пидкок                 | Мануеле Тароци         | Хуан Ајусо            | УАЕ тим емирејтс ХРГ |
| 7.    | Џонатан Милан    | Хуан Ајусо          | Џонатан Милан              | Мануеле Тароци         | Хуан Ајусо            | УАЕ тим емирејтс ХРГ |
| Крај  | Крај             | Хуан Ајусо          | Џонатан Милан              | Мануеле Тароци         | Хуан Ајусо            | УАЕ тим емирејтс ХРГ |

- На другој етапи, Јохан Прајс Пјетерсен, који је био на трећем мјесту у класификацији по поенима, носио је љубичасту мајицу за лидера класификације јер је првопласирани Филипо Гана носио плаву мајицу за лидера трке, а другопласирани Хуан Ајусо бијелу мајицу за лидера класификације за најбољег младог возача.[48]
- На другој етапи, Хуан Ајусо, који је био на другом мјесту у класификацији за најбољег младог возача, носио је бијелу мајицу за лидера класификације јер је првопласирани Џонатан Милан носио љубичасту мајицу за лидера класификације по поенима.[49]

## Резултати
| Легенда              | Легенда                                  | Легенда                                 | Легенда                                                     |
| -------------------- | ---------------------------------------- | --------------------------------------- | ----------------------------------------------------------- |
| Генерални пласман    | Означава побједника генералног пласмана  | Класификација по поенима                | Означава побједника класификације по поенима                |
| Брдска класификација | Означава побједника брдске класификације | Класификација за најбољег младог возача | Означава побједника класификације за најбољег младог возача |

### Генерални пласман
| Позиција | Возач                  | Тим                  | Вријеме     |
| -------- | ---------------------- | -------------------- | ----------- |
| 1.       | Хуан Ајусо (ШПА)       | УАЕ тим емирејтс ХРГ | 28ч 41' 24" |
| 2.       | Филипо Гана (ИТА)      | Инеос гренадирс      | + 35"       |
| 3.       | Антонио Тибери (ИТА)   | Бахреин—викторијус   | + 36"       |
| 4.       | Дерек Џи (КАН)         | Израел—премијер тех  | + 42"       |
| 5.       | Џај Хиндли (АУС)       | Ред бул—Бора–ханзго  | + 53"       |
| 6.       | Том Пидкок (УК)        | Ку 36.5 про сајклинг | + 56"       |
| 7.       | Микел Ланда (ШПА)      | Судал—Квик-степ      | + 1' 05"    |
| 8.       | Давид де ла Круз (ШПА) | ХДС Астана           | + 1' 32"    |
| 9.       | Пељо Билбао (ШПА)      | Бахреин—викторијус   | + 1' 32"    |
| 10.      | Матија Катанео (ИТА)   | Судал—Квик-степ      | + 1' 38"    |

### Класификација по поенима
| Позиција | Возач                   | Тим                       | Поени |
| -------- | ----------------------- | ------------------------- | ----- |
| 1.       | Џонатан Милан (ИТА)     | Лидл—трек                 | 41    |
| 2.       | Том Пидкок (УК)         | Ку 36.5 про сајклинг      | 28    |
| 3.       | Олав Кој (ХОЛ)          | Визма—лејз а бајк         | 27    |
| 4.       | Хуан Ајусо (ШПА)        | УАЕ тим емирејтс ХРГ      | 24    |
| 5.       | Филипо Гана (ИТА)       | Инеос гренадирс           | 22    |
| 6.       | Андреа Вендраме (ИТА)   | Декатлон АГ2Р ла мондијал | 22    |
| 7.       | Метју ван дер Пул (ХОЛ) | Алпесин—декунинк          | 18    |
| 8.       | Рик Плојмерс (ХОЛ)      | Тудор про сајклинг        | 17    |
| 9.       | Антонио Тибери (ИТА)    | Бахреин—викторијус        | 15    |
| 10.      | Рохер Адрија (ШПА)      | Ред бул—Бора–ханзго       | 15    |

### Брдска класификација
| Позиција | Возач                  | Тим                           | Поени |
| -------- | ---------------------- | ----------------------------- | ----- |
| 1.       | Мануеле Тароци (ИТА)   | ВФ груп—Бардијани—ЦСФ фаизане | 32    |
| 2.       | Хуан Ајусо (ШПА)       | УАЕ тим емирејтс ХРГ          | 20    |
| 3.       | Том Пидкок (УК)}}      | Ку 36.5 про сајклинг          | 13    |
| 4.       | Давиде Баис (ИТА)      | Полти визит Малта             | 11    |
| 5.       | Ричард Карапаз (ЕКВ)   | ЕФ едукејшон—изипост          | 10    |
| 6.       | Фредрик Дверсенс (НОР) | Уно—Х мобилити                | 8     |
| 7.       | Дерек Џи (КАН)         | Израел—премијер тех           | 7     |
| 8.       | Џај Хиндли (АУС)       | Ред бул—Бора–ханзго           | 7     |
| 9.       | Бен Хили (ИРС)         | ЕФ едукејшон—изипост          | 7     |
| 10.      | Брендон Ривера (КОЛ)   | Инеос гренадирс               | 5     |

### Класификација за најбољег младог возача
| Позиција | Возач                     | Тим                           | Вријеме     |
| -------- | ------------------------- | ----------------------------- | ----------- |
| 1.       | Хуан Ајусо (ШПА)          | УАЕ тим емирејтс ХРГ          | 28ч 41' 24" |
| 2.       | Антонио Тибери (ИТА)      | Бахреин—викторијус            | + 36"       |
| 3.       | Кевин Волелен (ФРА)       | Аркеа—бб хотелс               | + 1' 52"    |
| 4.       | Ромен Грегоар (ФРА)       | Групама—ФДЈ                   | + 2' 05"    |
| 5.       | Давиде Пиганцоли (ИТА)    | Полти визит Малта             | + 2' 11"    |
| 6.       | Исак дел Торо (МЕК)       | УАЕ тим емирејтс ХРГ          | + 2' 33"    |
| 7.       | Алесандро Пинарело (ИТА)  | ВФ груп—Бардијани—ЦСФ фаизане | + 2' 41"    |
| 8.       | Бен Хили (ИРС)            | ЕФ едукејшон—изипост          | + 2' 54"    |
| 9.       | Флоријан Кајамини (ИТА)   | ХДС Астана                    | + 3' 26"    |
| 10.      | Јоханес Ставне Мите (НОР) | Декатлон АГ2Р ла мондијал     | + 5' 25"    |

### Тимска класификација
| Позиција | Тим                           | Вријеме     |
| -------- | ----------------------------- | ----------- |
| 1.       | УАЕ тим емирејтс ХРГ          | 86ч 07' 15" |
| 2.       | Судал—Квик-степ               | + 4' 23"    |
| 3.       | ХДС Астана                    | + 5' 21"    |
| 4.       | ЕФ едукејшон—изипост          | + 6' 20""   |
| 5.       | Бахреин—викторијус            | + 6' 23"    |
| 6.       | Визма—лејз а бајк             | + 7' 03"    |
| 7.       | Групама—ФДЈ]                  | + 9' 34"    |
| 8.       | ВФ груп—Бардијани—ЦСФ фаизане | + 9' 51"    |
| 9.       | Декатлон АГ2Р ла мондијал     | + 10' 18"   |
| 10.      | Инеос гренадирс               | + 11' 38"   |